# Wierzba śląska

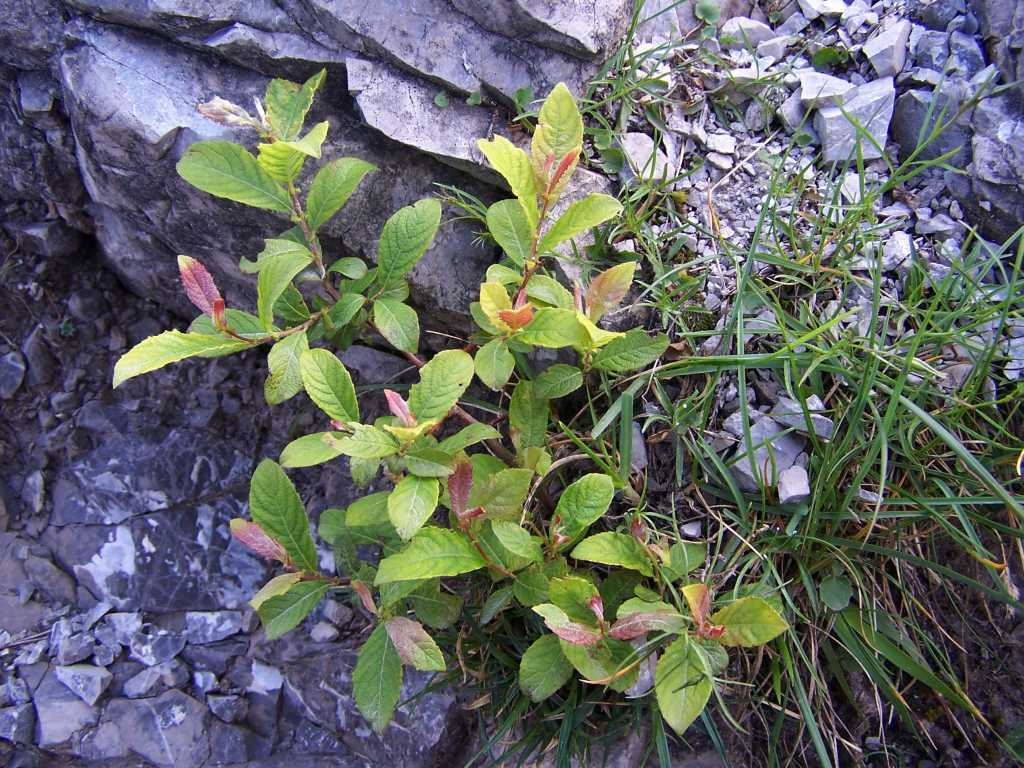

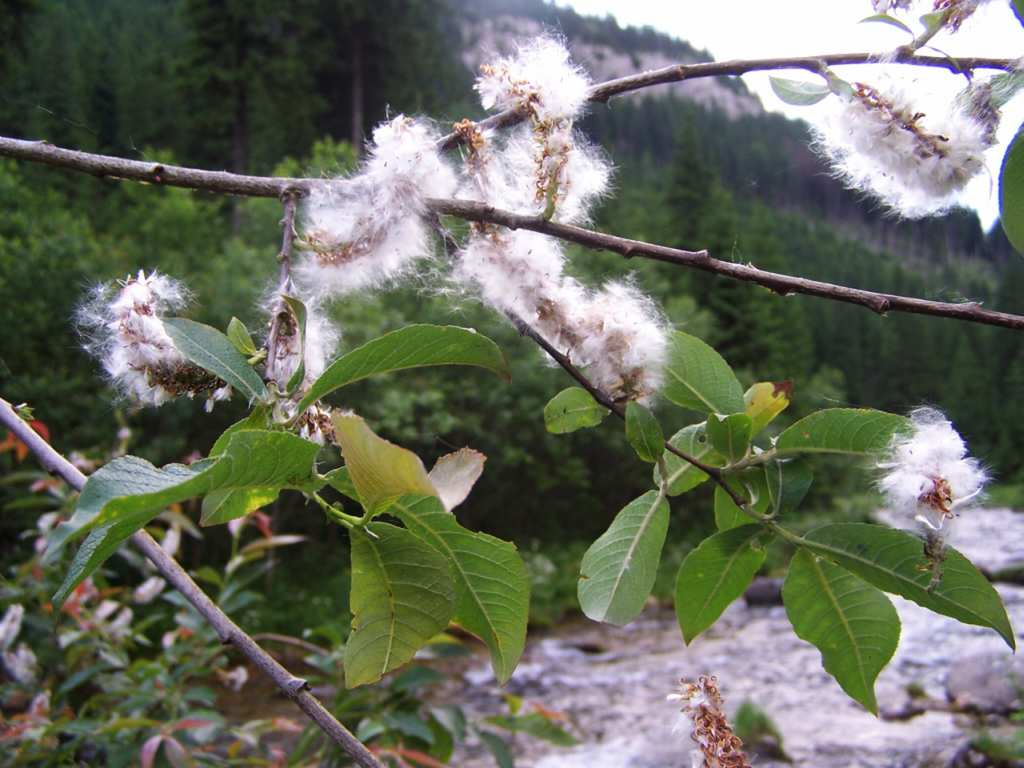
Owocujące gałązki

Wierzba śląska (Salix silesiaca) – gatunek krzewu należący do rodziny wierzbowatych. Występuje w Europie, głównie w Karpatach. W Polsce występuje głównie w górach; w całych Karpatach i Sudetach. Na niżu rzadko, tylko na południu.

## Morfologia
PokrójKrzew z odstającymi gałęziami, osiągający zazwyczaj wysokość do 3 m (wyjątkowo do 4 m).
PędyMłode gałązki długie i grube, brunatnego koloru, za młodu owłosione, potem nagie. Starsze gałązki nagie i lśniące. Pąki nagie, tępo zakończone.
LiścieJajowate, zaostrzone, o brzegach karbowano-piłkowanych, owłosione tylko na nerwach spodniej strony blaszki. Długość do 10 cm, szerokość do 5 cm. Po zasuszeniu nie czernieją. Ogonki liściowe krótkie, bez gruczołków. Charakterystyczną gatunkową cechą jest czerwony kolor młodych liści, u starszych liści zmieniający się na ciemnozielony. Liście posiadają dość duże przylistki.
KwiatyRoślina dwupienna. Kwiaty zebrane w kwiatostan zwany kotką. Kotki duże i wydłużone, na szypułkach. W kotkach żeńskich przysadki są dwubarwne; górą czarnobrunatne, dołem jasnoczerwone. Słupki nagie z bardzo krótką szyjką, lub w ogóle bezszyjkowe. W kotkach męskich przysadki również dwubarwne i niezbyt gęsto owłosione w dolnej części, kwiaty posiadają 1 miodnik, nitki ich pręcików są wolne i nagie w nasadzie, pylniki żółte (tylko przy nitce pręcika czerwonawe).
OwocNiełupki z obfitym puchem kielichowym.

## Biologia i ekologia
RozwójRoślina wieloletnia, fanerofit. Roślina owadopylna, kwitnie od kwietnia do lipca. Nasiona rozsiewane przez wiatr.
SiedliskoWystępuje w górach i na pogórzu (rzadko), głównie nad potokami i w zaroślach. Górna granica jej zasięgu to piętro kosówki, gdzie obok porzeczki skalnej i górskiej formy jarzębiny jest jedną z roślin towarzyszących kosodrzewinie. Najwyżej w Tatrach położone miejsca gdzie występuje to okolice Wielkiego Hińczowego Stawu na Słowacji (1980 m n.p.m.).
FitosocjologiaW klasyfikacji zbiorowisk roślinnych gatunek charakterystyczny dla SAll. Rhododendro-Vaccinienion.
GenetykaLiczba chromosomów 2n= 38.
ZmiennośćTworzy mieszańce z: w. alpejską, w. dwubarwną, w. iwą, w. lapońską, w. oszczepowatą, w. pięciopręcikową, w. purpurową, w. szarą, w. siwą, w. śniadą, w. uszatą, w. wawrzynkową.